# Tetragnatha rava
Tetragnatha rava là một loài nhện trong họ Tetragnathidae.
Loài này thuộc chi Tetragnatha. Tetragnatha rava được miêu tả năm 2003 bởi Gillespie.